# Fox-Amphoux
Fox-Amphoux är en kommun i departementet Var i regionen Provence-Alpes-Côte d'Azur i sydöstra Frankrike. Kommunen ligger i kantonen Tavernes som tillhör arrondissementet Brignoles. År 2022 hade Fox-Amphoux 501 invånare.

## Befolkningsutveckling
Antalet invånare i kommunen Fox-Amphoux
| Referens: INSEE |